# سعيد سمور
سعيد محمد سمور (مواليد 1950) كان ضابط في الجيش السوري وسياسي والذي شغل منصب وزير الداخلية.

## البداية والتعليم
ولد سمور في جبلة في عام 1950. حصل على شهادة البكالوريوس في الأدب الإنجليزي. وهو حاصل أيضا على دبلوم في العلوم الطيران]].

## الحياة المهنية
سمور هو لواء سابق. وكان رئيس الاستخبارات العسكرية السورية في حمص. كما خدم في نفس المنصب في دمشق. ثم عين نائب رئيس الاستخبارات العسكرية في عام 2005، وخدم في هذا المنصب حتى عام 2009.
في 23 نيسان 2009، تم تعيينه وزيرا للداخلية في مجلس الوزراء برئاسة محمد ناجي عطري، ليحل محل بسام عبد المجيد في هذا المنصب. في نيسان 2011، تم استبدال سمور بمحمد الشعار وزيرا للداخلية.

## الحياة الشخصية
سمور متزوج ولديه أربعة أولاد.